# Casa Tolnai din Târgu Mureș
Casa Tolnai (în maghiară Tolnai-ház), numită și Casa Pálffy după un proprietar ulterior, este una dintre cele mai vechi clădiri din Târgu Mureș, se figurează pe lista monumentelor istorice sub codul LMI:  MS-II-m-B-15483. În prezent în clădirea găzduiește Disciplina de Muzică din cadrul Universității de Arte din Târgu Mureș. 

## Istoric
Casa a fost construită probabil în 1640 de către judele orașului, János Tolnai. Clădirea este a treia cea mai veche construcție după Casa Köpeczi-Teleki (1554) și casa lui Ferenc Nagy Szabó (1623).
În 1885, casa a trecut în proprietatea familiei Pálffy, până în 1944, când a fost preluată de stat. După 1944 clădirea a rămas fără acoperiș, a început să se distrugă, iar în 1967 Consiliul Orășenesc a evacuat locuitorii pentru începerea unor lucrări de renovare. Acestea însă au fost sistate la scurt timp. În anul 2000 au reînceput lucrările de restaurare cu fonduri de la Ministerul Educației și Cercetării și fundațiile Teleki, Prospero și Illyés. Din 2004 aici se țin cursurile și lucrările de pedagogie muzicală din cadrul Universității de Arte din Târgu Mureș.

## Arhitectura
Planul casei are o formă dreptunghiulară, cu o proeminență în formă de pătrat pe latura dinspre stradă, unde se află un pridvor, este compusă din subsolul, parterul și un etaj. La nivelul etajului, pridvorul are pe fiecare latură exterioară câte o deschidere semicirculară. Fațada prezintă ornamente în stucatură — baghete prelungi care încadrează arcadele pridvorului, motive florale și vegetale, iar în partea superioară, sub acoperiș, are o cornișă specifică morfologiei plastice baroce.